# Hinojales
Hinojales – gmina w Hiszpanii, w prowincji Huelva, w Andaluzji, o powierzchni 26,71 km². W 2011 roku gmina liczyła 348 mieszkańców.